# Léa Belooussovitch
Léa Belooussovitch, née en 1989, est une artiste française. Elle vit et travaille à Bruxelles en Belgique. Ses créations partent d'images de presse, ou encore d'images violentes diffusées sur internet en atténuant la violence des images par du flou.

## Biographie
Née en 1989, à Paris, elle étudie en France aux Ateliers du Carrousel du Louvre, à l'Ecole Supérieure Estienne et aux Ateliers de Sèvres, avant de partir vivre à Bruxelles en Belgique, afin d'étudier cinq ans à l'École nationale supérieure des arts visuels de La Cambre, au sein de l'option Dessin, où elle obtient son Master en Arts Visuels en 2014.
À sa sortie de l'école, elle enchaîne les résidences d'artistes, prix et concours français et belges, comme la Fondation Privée du Carrefour des Arts, la Fondation Moonens, la Maison d'Art Actuel des Chartreux (MAAC), le Prix Médiatine, le Prix du Parlement de la Fédération Wallonie-Bruxelles, ou encore le Prix Révélations Emerige sous le commissariat de Gaël Charbau, qui introduit son travail sur la scène de l'art contemporain français.
Ses œuvres reproduisant des images de presse violentes sur du feutre blanc,, atténuent la violence de ces images et questionnent leur rôle et la réalité de ces images diffusées sur internet,,.
En 2021, le Musée d'Art moderne et contemporain de Saint-Étienne Métropole consacre à son travail une exposition personnelle dans le cadre du Prix des Partenaires du Musée, dont elle est lauréate, et acquiert deux de ses œuvres.

## Expositions
- Public view, Bruxelles, Belgique (2015)[6]
- Facepalm, Maison d'Art Actuel des Chartreux, Bruxelles, Belgique (2017)[6]
- Rémanences, Galerie Paris-B, Paris, France (2017)
- Sous l'image, Galerie Les Drapiers, Liège, Belgique (2018)
- Percepts, Bruxelles, Belgique (2019)[7]
- Purple blanket, Centre d'Art Contemporain Image/Imatge, Orthez, France (2019)
- Eidôlon, Before my gaze thy soul's eidolon stands, Galerie Paris-B, Paris, France (2019)
- Perp Walk, Le Botanique, Bruxelles, Belgique (2019)
- Feelings on felt, Musée d'Art Moderne et Contemporain de Saint-Etienne Métropole, France (2021)[1]
- Le chant des cygnes, Galerie Paris-B, Paris, France (2022)
- Lisières, Centre d'Art Contemporain Le Cellier, Reims, France (2023)

## Prix
- Lauréate du Prix Moonens, Belgique (2014)
- Prix Révélations Emerige, France (2016)
- Lauréate du Prix COCOF, Belgique (2017)
- Art Contest, Belgique (2017)[8]
- Lauréate du Prix du Parlement de la Fédération Wallonie-Bruxelles (2018)[6],[9]
- Lauréate du Prix des Partenaires du Musée, Musée d'art Moderne et Contemporain de Saint-Etienne Métropole (2021)[10].
- Derwent Art Prize, Londres (2022)

## Publications monographiques
- Facepalm, édition de la MAAC de Bruxelles, Belgique (2017)
- Léa Belooussovitch, édition de la Galerie Paris-B, France (2019)
- Feelings on felt, édition du Musée d'Art Moderne et Contemporain de Saint-Etienne et The Drawer, France (2021)
- Monographie, édition du Centre Culturel Wolubilis, Belgique (2023)

## Œuvres dans les collections publiques
- CHUV, Centre Hospitalier Universitaire Vaudois, Lausanne, Suisse[11].
- Musée d'Ixelles, Belgique
- Banque Nationale de Belgique
- Parlement de la Fédération Wallonie-Bruxelles, Belgique
- Musée d'art Moderne et Contemporain de Saint-Etienne Métropole, France
- FRAC Auvergne, France
- FIMAC, Fonds d'investissement mécénat d'art contemporain, Lille, France
- Le Bel Ordinaire, Pau, France
- Collection Belfius, Belgique
- Fondation Thalie, Belgique
- Collection d'entreprise Picard Vins&Spiritueux, France
- Collection Ömer Mehmet Koç, Turquie
- Collection Dassault, France
- Fondation du Carrefour des Arts, Belgique
- Crématorium de Champ de Court, Belgique
- Collection Frédéric de Goldschmidt, Belgique